# Вила „Райна“
Вила „Райна“ е историческа къща във Велинград (ул. Ивайло 9), построена през 1928 г. по планове на сръбския архитект Милутин Борисавлевич (1889 ‒ 1969), от името на Стоядин Стевович (1888 ‒ 1945). За дизайна на Вила „Райна“ той избира комбинация от елементи в стила на неокласицизъм и ар деко. Вила „Райна“ е набор от историческа, художествена и архитектурна комбинация, като по този начин е класифицирана като исторически и културен паметник.
Името „Райна“ идва от името на съпругата на Стоядин Стевович ‒ Райна Попова (1898 ‒ 1971).
Между годините 1928 ‒ 1941 г. вила „Райна“ редовно се използва като лятна къща от членовете на семействата Стевович и Симич от Белград.
Нейният собственик Стоядин Стевович е от град Белград и е акционер на няколко въглищни мини и различни метали в Сърбия, България и Mакедония, бизнесмен и капитан на индустрията Стевович става много важна личност на Балканите и в Европа през годините 1913 ‒ 1941 г. По време на Втората световна война е активен в антихитлеристката съпротива сръбски роялист. През 1943 г. привлича вниманието на Гестапо и е арестуван в Белград. Депортиран е през 1944 г. в концентрационния лагер Дахау в Германия и екзекутиран на 22 февруари 1945 г.
Елена Попова-Kантарджиева (1891 ‒ 1981) е живяла в къщата от 1928 г. до 1946 г. Тя е по-малката сестра на Райна Попова-Стевович. Елена е жената на Чудомир Кантарджиев, български политик и виден член на ВМРО Вътрешна македоно-одринска революционна организация, убит през 1924 г. в Пловдив. През 1946 г. Елена е била брутално изгонена от вилата от действащи просъветски комунистически революционери. През годините 1950 ‒ 1980 г. Елена Кантарджиева е призната като френски учител-професор и се превръща в една от емблематичните фигури на град Велинград. Тя смело се противопоставя на комунистическата диктатура. Днес една от централните улици на Велинград носи нейното име.
През 1946 г. сградата е национализирана от „народната власт“, и вила „Райна“ е превърната в медицински санаториум до 1992 г., когато къщата е върната на наследниците на Стоядин и Райна Стевович ‒ семейство Kръсманович-Симич от Белград.